# Albéniz (Álava)
Albéniz (oficialmente Albeiz/Albéniz) es un concejo del municipio de Aspárrena, en la provincia de Álava.

## Geografía física
El concejo se encuentra encerrado por los montes Umandia, Albéniz, Olano y el Ballo, que cuenta con unos barrios, San Juan y San Bartolomé, y diseminados Moñete, Orrao y La Estación.Está a 2,4 km al noroeste de Araia y forma parte de la Cuadrilla de Llanada Alavesa. 

## Historia
Por Albéniz pasaba la calzada romana XXXIV o Ab Asturica Burdigalam de Burdeos a Astorga, que en la actualidad es la base del ferrocarril Madrid-Irún y de la carretera N-I.El actual pueblo de Albéniz se corresponde con la población de los Albaneses, citada por Plinio, por la semejanza entre su nombre y la importante mansio romana de Alba. A todo esto hay que añadir los innumerables restos arqueológicos encontrados en el contorno o la cita de Lorenzo de Prestamero de como vio a finales del siglo XVIII una lápida funeraria, hoy desaparecida, en la mesa del altar de la ermita de Andra Mari de Orrao. Para reafirmar esta idea, en la Iglesia de Araya hay cuatro piedras con otros tantos fragmentos de inscripciones romanas, pero que por su estado de conservación no se puede comprender su significado.
Otro detalle que puede reafirmar la relación entre Albéniz y la antigua Alba puede ser que la distancia que el romano Antonino cita entre las mansiones de Tulonio –actualmente Alegría de Álava– y Alba era de 3 leguas o 12 millas, que es la distancia real que existe entre las dos poblaciones citadas. Se ha tenido este lugar como asentamiento de la ciudad várdula de Alba, en razón de su nombre y de haberse encontrado bastantes restos romanos, especialmente lápidas, en todos los alrededores.
Se puede añadir para concluir esta identificación de los dos nombres el artículo de la Revista Internacional de los Estudios Vascos del año 1932 en el que se dice en el capítulo El territorio de los vascos: “las ciudades de Tuboricum (Motrico), Tullonium (Alegría), Alba (Albéniz) cerca Salvatierra...”
En la Edad Media, aparece Albéniz en un documento del Voto de San Millán teniendo que pagar un carnero junto con otras tres aldeas limítrofes e incluso en 1062 y 1071 aparece como apellido toponímico en varios documentos. En el siglo XIII se incluía dentro del arciprestazgo de Eguílaz, junto con el lugar de Amamio, comunero entre Albéniz y Araia.
Durante bastante tiempo estuvo bajo la protección del Conde de Oñate.
Por estar en el camino hacia Francia, en la Guerra de la Convención, 1795, y en la retirada tras la derrota en la Batalla de Vitoria, Albéniz fue saqueado por los franceses “Los franceses entraron en este lugar el catorce de julio a las diez de la mañana y, aunque entraron a la Iglesia y abrieron el Sagrario, no hicieron otro daño, porque se ocultaron las demás cosas en la bodega de la sacristía.”

## Despoblado
Forma parte del concejo una fracción del despoblado de:
- Amamio.[6]

## Demografía
| Gráfica de evolución demográfica de Albéniz entre 2000 y 2017 |
|                                                               |
| Población de derecho según los censos de población del INE.   |

## Personajes destacados
- Alberto López de Munain, ciclista.
- Luis María Díaz de Otazu, ciclista

## Cómo llegar
Autovía A-1, Nacional 1, Salida Araya – San Román de San Millán. 
Ferrocarril Madrid-Irún con parada en la estación de Araia pero que se sitúa en el mismo pueblo de Albéniz.

## Cultura

### Patrimonio material
- Iglesia Parroquial de San Juan Bautista.
- Ermita de San Bartolomé. Quedan restos de la ermita hoy convertida en pajar.[8]
- Ermita de San Juan de Amamio (siglo XII).[9]
- Molino de San Bartolomé.[10]
- Molino Borocho ("Abajo" o "Luzuriaga") en funcionamiento hasta 1998.[11]
- Juego de bolos descubierto de forma rectangular, orientada E-O.[12]

### Patrimonio inmaterial
San Juan, 24 de junio.